# 羅德里戈·基羅加
罗德里戈·丹尼尔·基罗加·洛萨达（西班牙語：Rodrigo Daniel Quiroga Lozada；1987年3月23日—）是一位阿根廷排球運動員。他效力於巴西排球俱樂部Vôlei Canoas。他曾代表國家參加2012年倫敦奧運的男子排球比賽，並未獲得獎牌。